# 千石通り

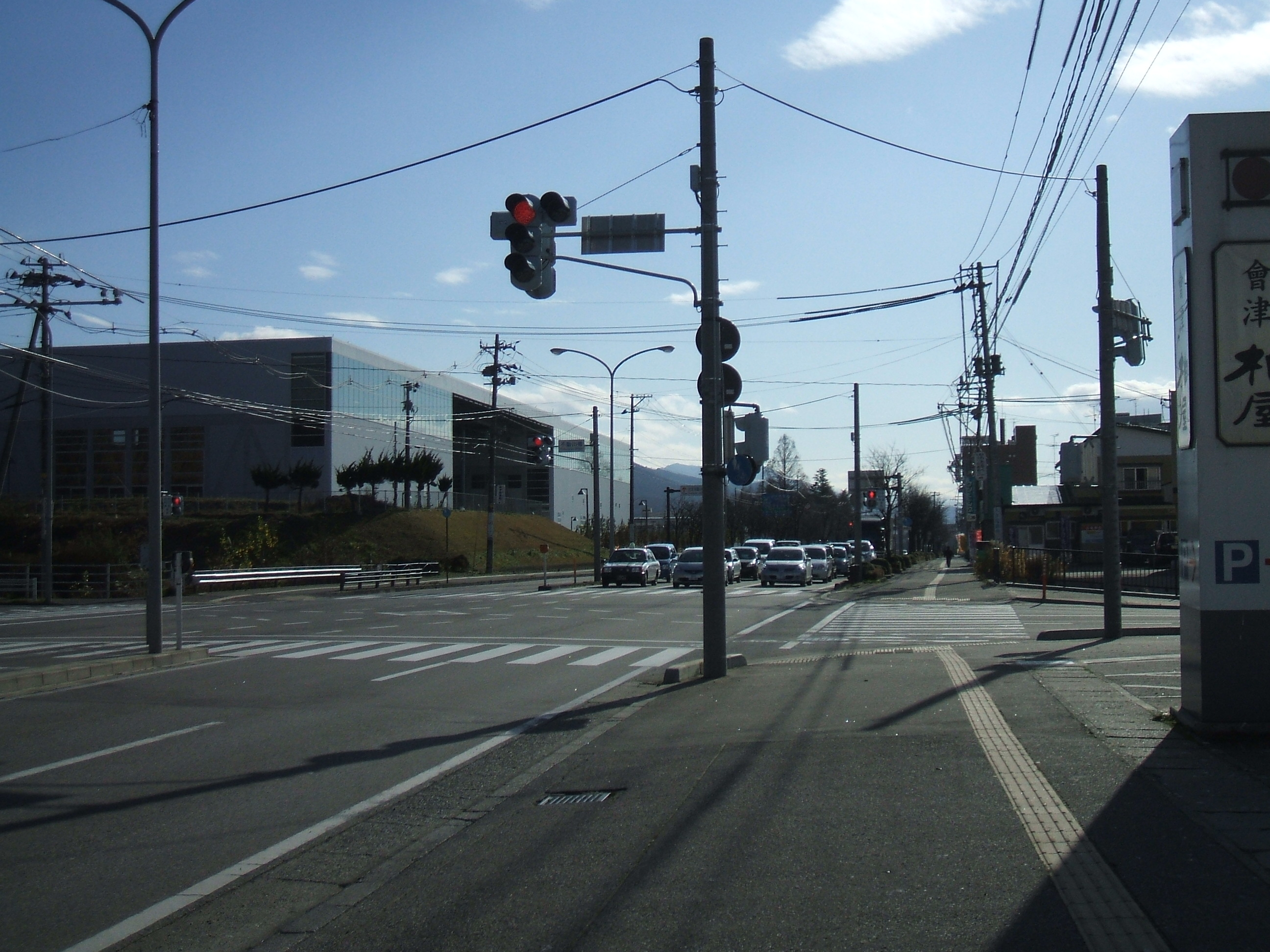
不動川橋付近

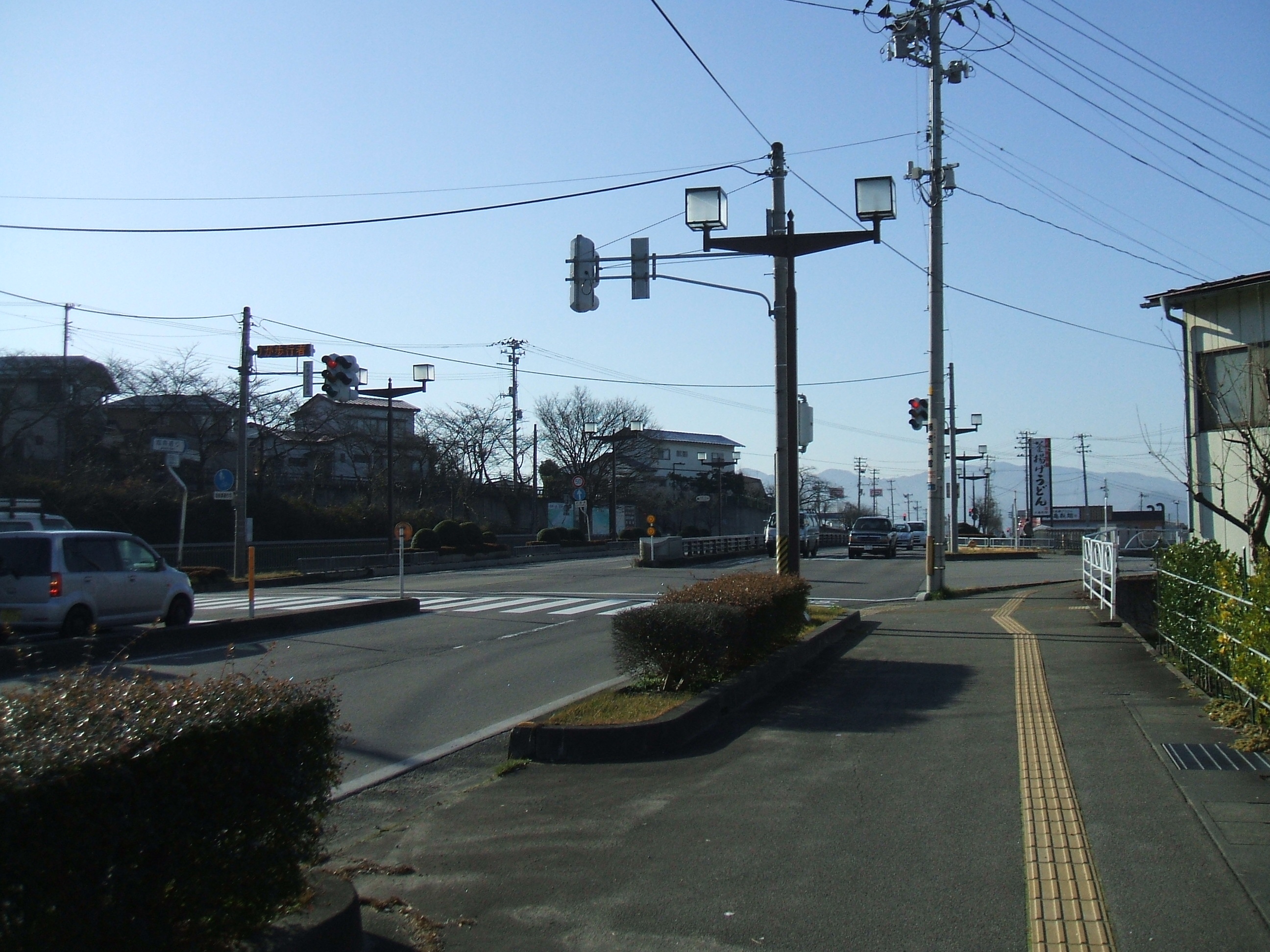
小田橋付近

千石通り（せんごくどおり）は、福島県会津若松市内を通る福島県道64号会津若松裏磐梯線の愛称。加えて、本項目では同県道の小田橋通り（おだばしどおり）についても記述する。千石通り・小田橋通りの愛称は会津若松市門田町の市道との交差点から国道49号との郷ノ原交差点までの区間が該当する。

## 概要
会津若松市の市街地東側を経由する幹線道路で、主要地方道の一部。沿線にはスーパーマーケット、レストラン、家電量販店などをはじめとする商業施設が立ち並び、全線が片側2車線で整備されている。また、会津若松市の交通バリアフリー整備事業では実施の特定経路に指定されている。加えて、千石バイパスなどと呼ばれることがあったほかや沿線にかつて富士通の関連施設があったため、富士通通りの愛称でも呼ばれていた。

### 歴史
会津若松市中心市部の混雑を緩和することを狙いとして、昭和後期から整備が進められた。1969年（昭和44年）に都市計画道路亀賀御山線として計画され、国道121号のバイパス道路として事業が進められていたとされる。開通当初は舗装がされていなかったほか、沿線には農地などが広がっていた。1974年（昭和49年）までに国道49号（滝沢バイパス）側から1682mが開通。その後、1978年（昭和53年）に北側の開通区間の延長1087m、1981年（昭和56年）に南側の高田橋通りからの842mの区間の開通を経て、1989年（平成元年）に小田橋北側の区間が開通し、当初計画の区間が全通した。また、通り名のついた区間ではないが、その後1996年（平成8年）にはこの通りを南に延伸して門田町堤沢地区までの区間が開通している。

## 交差する道路など
県道起点方面から終点方面の順。交差する道路について、特記がない場合は会津若松市道。交差する道路については、左側が上り線側、右側が下り線側。
| 福島県道64号会津若松裏磐梯線 南会津町、水戸市方面 |                                         |          |
| 市内門田町方面                                    | 会津美里町方面 〈高田橋通り〉           | -        |
| 市内北青木                                        | 市内天神町                              | -        |
| 市内建福寺前                                      | 市内天神町                              | -        |
| 市内花見ヶ丘一丁目                                | -                                       | -        |
| 湯川                                              | 湯川                                    | 小田橋   |
| -                                                 | 鶴ヶ城方面 〈城南通り〉                 | -        |
| 東山温泉方面                                      | 市街地方面                              | -        |
| 市内東山町方面                                    | 会津若松市役所方面                      | -        |
| 福島県道325号湯川大町線                           | 福島県道325号湯川大町線                 | -        |
| 市内東千石一丁目                                  | 市内千石町                              | -        |
| 市内東山町方面 〈慶山通り〉                       | 市街地方面                              | -        |
| 市内桧町                                          | 市内花畑東                              | -        |
| 市内桧町                                          | 市内平安町                              | -        |
| 市内一箕町方面                                    | 市街地方面                              | 滝沢町   |
| 飯盛山方面 〈白虎通り〉                           | 会津若松駅方面 〈白虎通り〉             | -        |
| 市内山見町                                        | 国道118号、国道121号方面                | -        |
| -                                                 | 市内一箕町                              | -        |
| 飯盛山方面 〈飯盛山通り〉                         | 国道118号、国道121号方面                | 不動川橋 |
| 市内一箕町                                        | 市内一箕町                              | -        |
| 国道49号（郡山市方面） 〈滝沢バイパス〉           | 国道49号（新潟市方面） 〈滝沢バイパス〉 | 郷ノ原   |
| -                                                 |                                         |          |

## 小田橋

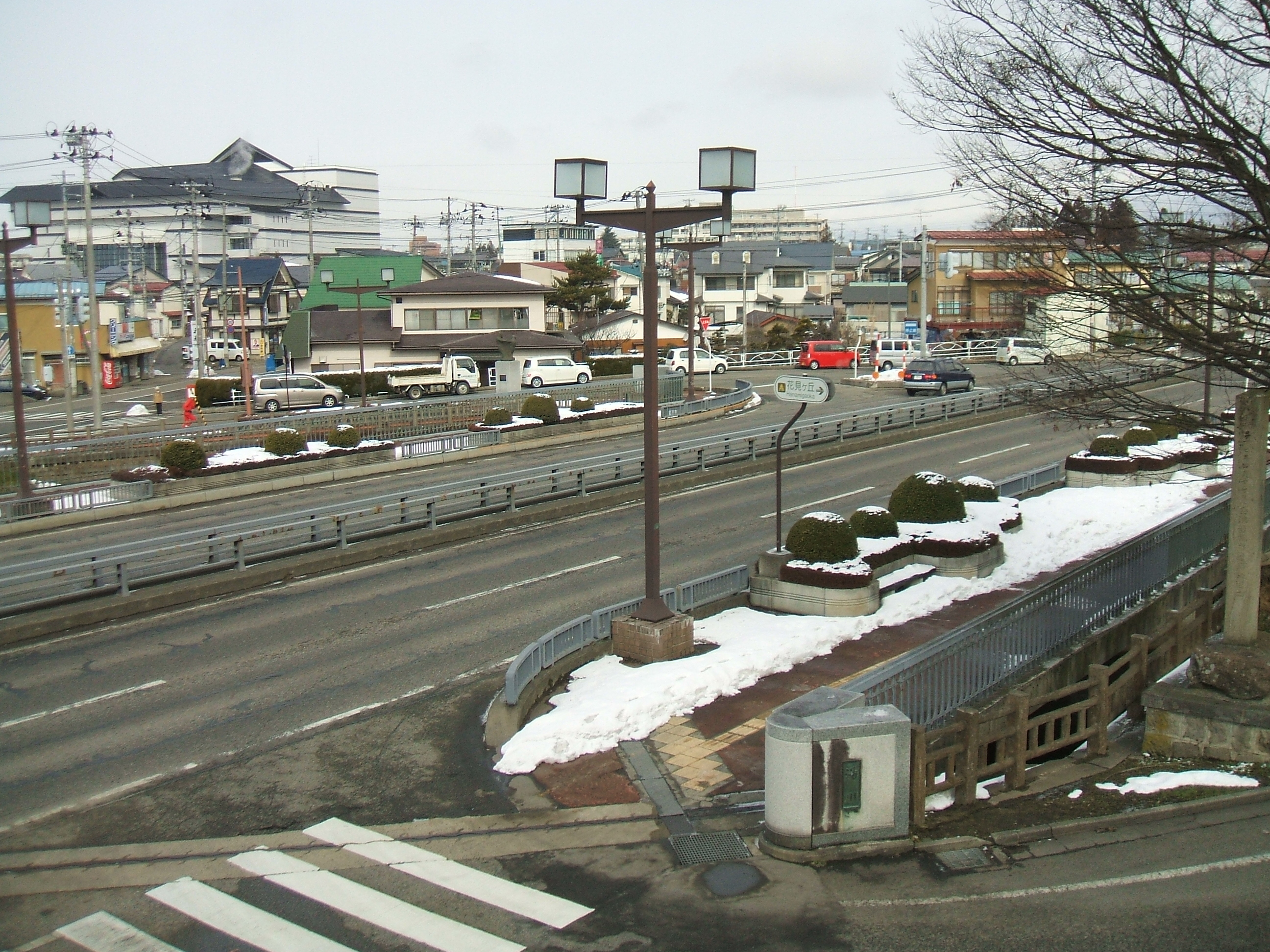
小田橋

小田橋は、福島県会津若松市の一級河川湯川に架かる小田橋通りの橋梁である。昭和50年代には、1975年（昭和50年）に架けられた木橋が用いられており、重量制限があり、一方通行であったほか、車道の幅員は3.6mであった。その後、1977年（昭和52年）から1982年（昭和57年）にかけて改築が行われ、現在の橋梁が完成している。現橋梁の長さは71.8m、車道の幅員は13m、歩道の幅員は11mである。

## 沿線

### 小田橋通り
会津若松市門田町を起点とする小田橋通りは、住居表示が実施された同市市街地東部（天神町、北青木、建福寺前、花見ヶ丘一丁目、宝町、花春町、南千石町）を通過する。沿線には商業施設のほか、住宅地などが広がる。また、会津松平氏庭園（御薬園）や鶴ヶ城公園などの観光地も沿線にある。

### 千石通り
続いて北に続く千石通りも、住居表示の実施された同市市街地東部（千石町、東千石一丁目、同二丁目、花畑東、桧町、平安町、滝沢町、山見町）を通過する。この区間でも、沿線には商業施設が立ち並び、住宅地なども広がる。山見町以北では、住居表示未実施の地域（一箕町大字亀賀）を経由し、終点の国道49号（滝沢バイパス）との交差点（郷ノ原交差点）に至る。この区間でも住宅地などの中を通過する。

### 沿線の史跡・施設など
- 小田山
- 会津大塚山古墳
- 会津松平氏庭園（御薬園）
- 鶴ヶ城公園
- 白旗八幡神社
- 白山権現神社
- 建福寺
- 福島県立博物館
- 会津風雅堂
- 会津若松警察署
- 福島県立会津学鳳中学校・高等学校
- 会津若松市立一箕小学校
- ホテルルートイン会津若松
- コジマ×ビックカメラ会津若松店
- カワチ薬品花春店
- ヨークベニマル一箕町店・花春店・門田店